# Gana Bassi
Gana Bassi je bil vladar  Ganskega cesarstva od leta 1040 do 1062 v času osvajanja Almoravidov, * ni znano, † 1062, Kumbi Sale. 
Prestol je nasledil leta 1040 po smrti Gana Rjoja. Sorodstveno razmerje med njima je sporno. Obnovil je moč cesarstva in ponovno podredil države, ki so ušle izpod oblasti Gane. Ohranil je dobre odnose z berberskimi plemeni, četudi je večina njih pripadala islamu.
Razmere so se spremenile, ko so leta 1047 vladarji države Takrur blizu atlantske obale sprejeli islam in sklenili zavezništvo z Almoravidi. Razen z njimi se je moral Gana Bassi boriti tudi proti upornim predstavnikom strmoglavljene dinastije Vague in z njo povezanih klanov. Povod za vojno z Almoravidi je bil nadzor nad pomembnim trgovskim mestom Avdagost, ki ga je obvladovalo berbersko pleme Sanhaja, po drugih podatkih Zenata, ki je priznavalo nadoblast cesarja Vagaduja. Leta 1054 so čete Almoravidov zavzele Avdagost in nato so oplenile zahodne regije Vagada. 
Gana Bassi je v zavezništvu z berberskim plemenom Juddala leta 1056 ali 1057 na območju Tabafrilija zadal odločilen udarec združeni vojski Almoravidov in Takrurja, kar mu je omogočilo ohraniti neodvisnost države. Bassi je umrl leta 1062. Nasledil ga je nečak Tunka Manin, ki se tako kot Gana Bassi ni želel spreobrniti v islam.
Gansko cesarstvo, ki so ga leta 1076 uničili Almoravidi, si je leta 1087 opomoglo.  Islam je postal vera vladajočega razreda, ki ga je nato vsilil vsem svojim podložnikom.

## Vir
- Rois et Peuples de l'Empire du Ghana. Editions Kindle, 2018. ISBN 978-1977034687.